# Чикирд
Чикирд (рум. Cicârd) — село у повіті Алба в Румунії. Входить до складу комуни Лопадя-Ноуе.
Село розташоване на відстані 266 км на північний захід від Бухареста, 33 км на північний схід від Алба-Юлії, 60 км на південний схід від Клуж-Напоки, 148 км на північний захід від Брашова.